# Дінкельшербен
Дінкельшербен (нім. Dinkelscherben) — громада в Німеччині, знаходиться в землі Баварія. Підпорядковується адміністративному округу Швабія. Входить до складу району Аугсбург.
Площа — 67,70 км2. Населення становить 6477 ос. (станом на 31 грудня 2020).